# Communauté de communes du Haut Béarn
La Communauté de communes du Haut Béarn est une communauté de communes française située dans le département des Pyrénées-Atlantiques dans la région Nouvelle-Aquitaine.

## Historique
Dans le cadre des dispositions de la loi portant nouvelle organisation territoriale de la République du 7 août 2015, qui prévoit que les établissements publics de coopération intercommunale (EPCI) à fiscalité propre doivent avoir un minimum de 15 000 habitants et au minimum 5 000 habitants notamment dans les zones de montagne, la communauté de communes est créée par un arrêté préfectoral du 22 juillet 2016 qui a pris effet le 1er janvier 2017, par la fusion de : 
- la communauté de communes du Piémont Oloronais ;
- de la communauté de communes de Josbaig ;
- de la communauté de communes de la Vallée d'Aspe ;
- et de la communauté de communes de la vallée de Barétous.

Dénommée initialement  communauté de communes du Pays d'Oloron et des Vallées du Haut Béarn, elle prend le nom de communauté de communes du Haut Béarn par arrêté du 18 août 2017.

## Territoire communautaire

### Géographie
Située au sud  du département des Pyrénées-Atlantiques, la communauté de communes du Haut Béarn regroupe 48 communes et présente une superficie de 1 065,9 km2.

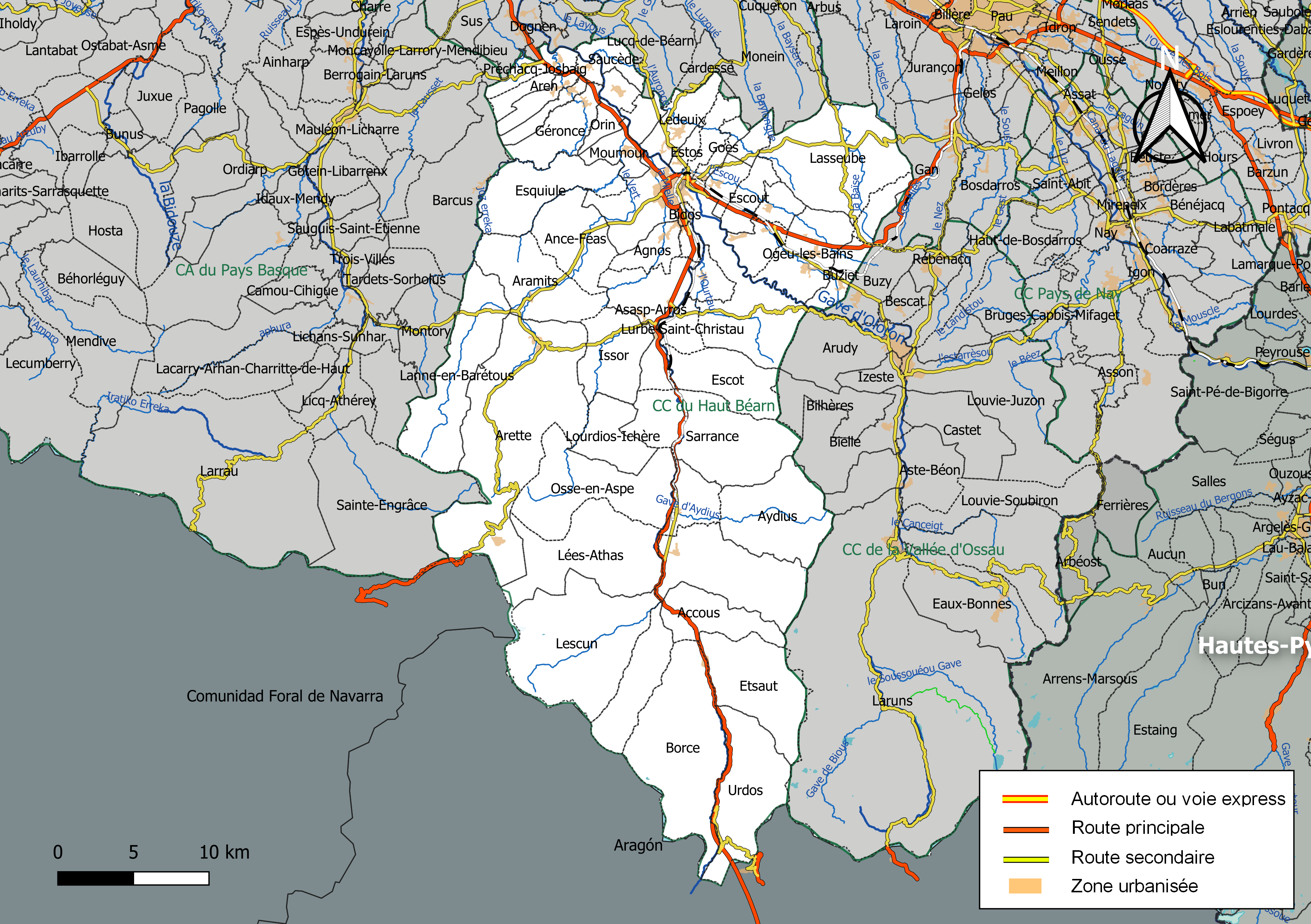
Carte de la communauté de communes du Haut Béarn au 1er janvier 2019.

### Composition

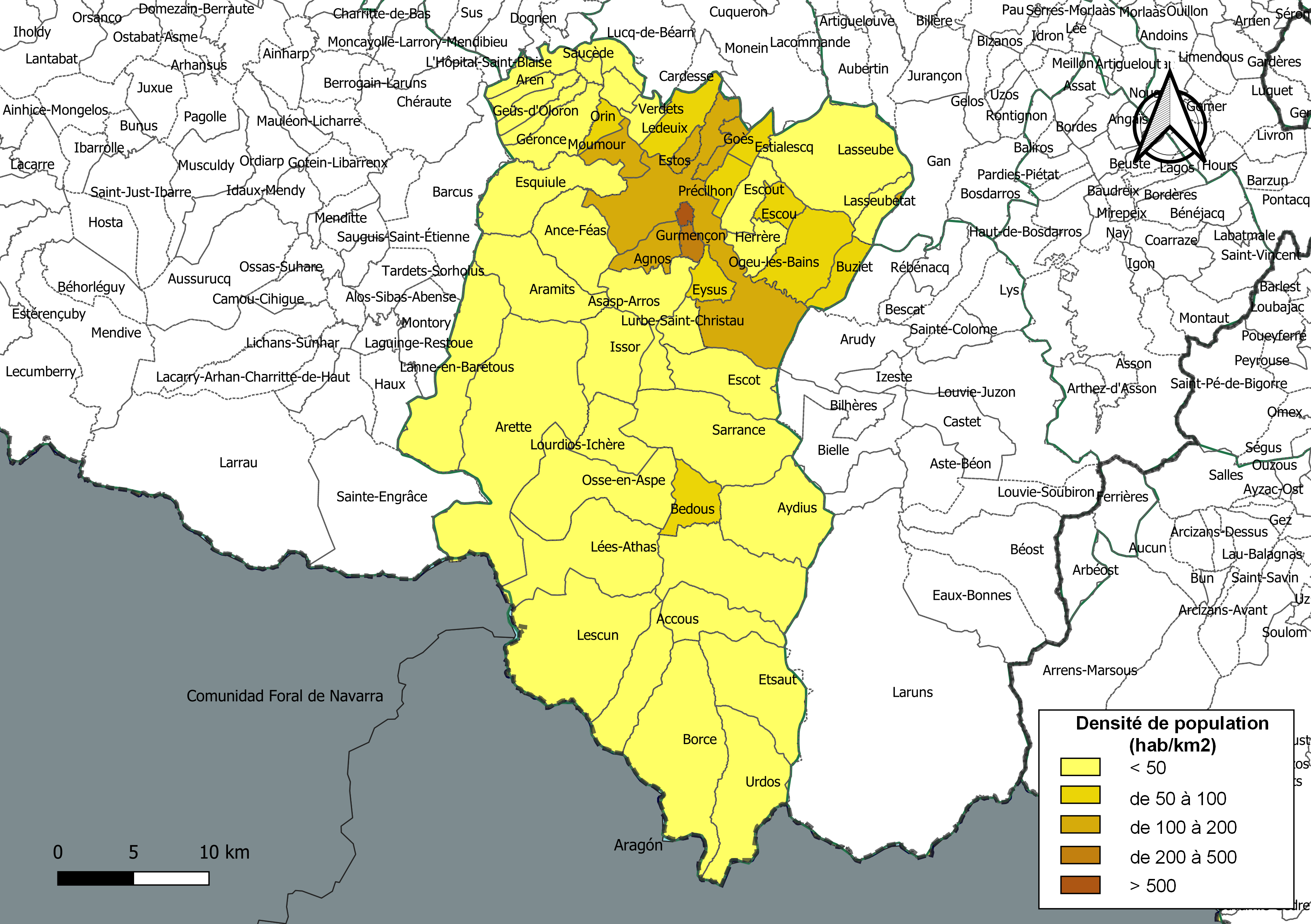
Carte des densités de population (millésimée 2016) des communes de la communauté de communes du Haut Béarn. Composition en communes au 1er janvier 2019.

En 2023, l'intercommunalité  est composée des 48 communes suivantes :

| Nom                         | Code Insee | Gentilé                     | Superficie (km2) | Population (dernière pop. légale) | Densité (hab./km2) |
| --------------------------- | ---------- | --------------------------- | ---------------- | --------------------------------- | ------------------ |
| Oloron-Sainte-Marie (siège) | 64422      | Oloronais                   | 68,31            | 10 658 (2022)                     | 156                |
| Accous                      | 64006      | Accousiens                  | 60,68            | 465 (2022)                        | 7,7                |
| Agnos                       | 64007      | Agnosiens                   | 9,18             | 1 042 (2022)                      | 114                |
| Ance Féas                   | 64225      | Ançais et Féasiens          | 23,83            | 619 (2022)                        | 26                 |
| Aramits                     | 64029      | Aramitsiens                 | 29,55            | 658 (2022)                        | 22                 |
| Aren                        | 64039      | Arenais                     | 7,39             | 246 (2022)                        | 33                 |
| Arette                      | 64040      | Arettois                    | 92,23            | 1 052 (2022)                      | 11                 |
| Asasp-Arros                 | 64064      | Asaspois                    | 23,59            | 492 (2022)                        | 21                 |
| Aydius                      | 64085      | Aydiusiens                  | 34,72            | 103 (2022)                        | 3                  |
| Bedous                      | 64104      | Bedousiens                  | 11,64            | 574 (2022)                        | 49                 |
| Bidos                       | 64126      | Bidosiens                   | 1,36             | 1 109 (2022)                      | 815                |
| Borce                       | 64136      | Borcéens                    | 58,05            | 114 (2022)                        | 2                  |
| Buziet                      | 64156      | Buziétois                   | 8,18             | 477 (2022)                        | 58                 |
| Cette-Eygun                 | 64185      | Cettois                     | 18,97            | 59 (2022)                         | 3,1                |
| Escot                       | 64206      | Escotois                    | 22,66            | 120 (2022)                        | 5,3                |
| Escou                       | 64207      | Escounois                   | 6,19             | 430 (2022)                        | 69                 |
| Escout                      | 64209      | Escoutois                   | 9,52             | 426 (2022)                        | 45                 |
| Esquiule                    | 64217      | Esquiulais                  | 28,58            | 531 (2022)                        | 19                 |
| Estialescq                  | 64219      | Estialescquois              | 5,14             | 260 (2022)                        | 51                 |
| Estos                       | 64220      | Estosiens                   | 3,22             | 488 (2022)                        | 152                |
| Etsaut                      | 64223      | Etsautois                   | 34,95            | 63 (2022)                         | 1,8                |
| Eysus                       | 64224      | Eysusiens                   | 6,72             | 617 (2022)                        | 92                 |
| Géronce                     | 64241      | Géronçais                   | 15,99            | 490 (2022)                        | 31                 |
| Geüs-d'Oloron               | 64244      | Geüssiens                   | 6,57             | 262 (2022)                        | 40                 |
| Goès                        | 64245      | Goèsiens                    | 4,76             | 540 (2022)                        | 113                |
| Gurmençon                   | 64252      | Gurmençonais                | 2,98             | 887 (2022)                        | 298                |
| Herrère                     | 64261      | Herrèrois                   | 8,93             | 389 (2022)                        | 44                 |
| Issor                       | 64276      | Issoriens                   | 23               | 248 (2022)                        | 11                 |
| Lanne-en-Barétous           | 64310      | Lannais                     | 41,48            | 479 (2022)                        | 12                 |
| Lasseube                    | 64324      | Lasseubois                  | 48,6             | 1 737 (2022)                      | 36                 |
| Lasseubetat                 | 64325      | Lasseubetois                | 7,06             | 195 (2022)                        | 28                 |
| Ledeuix                     | 64328      | Leduchois                   | 13,52            | 1 028 (2022)                      | 76                 |
| Lées-Athas                  | 64330      | Athasiens                   | 44,81            | 232 (2022)                        | 5,2                |
| Lescun                      | 64336      | Lescunois                   | 60,66            | 167 (2022)                        | 2,8                |
| Lourdios-Ichère             | 64351      | Lourdionnais ou Lourdiosens | 16,24            | 141 (2022)                        | 8,7                |
| Lurbe-Saint-Christau        | 64360      | Lurbans                     | 7,47             | 206 (2022)                        | 28                 |
| Moumour                     | 64409      | Moumourais                  | 8,05             | 818 (2022)                        | 102                |
| Ogeu-les-Bains              | 64421      | Ogeulois                    | 23,07            | 1 274 (2022)                      | 55                 |
| Orin                        | 64426      | Orinois                     | 4,29             | 266 (2022)                        | 62                 |
| Osse-en-Aspe                | 64433      | Ossois                      | 43,03            | 332 (2022)                        | 7,7                |
| Poey-d'Oloron               | 64449      |                             | 4,79             | 165 (2022)                        | 34                 |
| Préchacq-Josbaig            | 64458      | Préchacquais                | 8,31             | 295 (2022)                        | 35                 |
| Précilhon                   | 64460      | Précilhonais                | 6,39             | 405 (2022)                        | 63                 |
| Saint-Goin                  | 64481      | Saint-Goinars               | 5,54             | 224 (2022)                        | 40                 |
| Sarrance                    | 64506      | Sarrançais                  | 46,75            | 155 (2022)                        | 3,3                |
| Saucède                     | 64508      | Saucédois                   | 7,1              | 126 (2022)                        | 18                 |
| Urdos                       | 64542      | Urdossois                   | 36,27            | 70 (2022)                         | 1,9                |
| Verdets                     | 64551      | Verdetsois                  | 5,62             | 304 (2022)                        | 54                 |

### Démographie
| 1968   | 1975   | 1982   | 1990   | 1999   | 2010   | 2015   | 2021   |
| ------ | ------ | ------ | ------ | ------ | ------ | ------ | ------ |
| 30 899 | 30 742 | 30 706 | 31 073 | 31 080 | 32 009 | 32 418 | 32 007 |

## Organisation

### Siège
Le siège de la communauté de communes est à Oloron-Sainte-Marie, 12 Place de Jaca.

### Élus
La communauté de communes est administrée par son conseil communautaire, composé pour la mandature 2020-2026 de 74 conseillers municipaux représentant chacune des  communes membres et répartis de la manière suivante en fonction de leur population : 

- 21 délégués pour Oloron-Sainte-Marie ;

- 3 délégués pour Lasseube ;

- 2 délégués pour Arette, Bidos, Lédeuix, Ogeu-les-Bains ;

- 1 délégué ou son suppléant pour les autres communes.

Au terme des élections municipales de 2020 dans les Pyrénées-Atlantiques, le conseil communautaire renouvelée a élu le 17 juillet 2020 son nouveau président Bernard Uthurry, maire d'Oloron-Sainte-Marie, ainsi que ses vice-présidents, qui sont, en 2024 : 
1. Jean-Luc Estournès, maire de Moumour, chargé des affaires financières et budget, de l'administration générale, de la gestion des ressources humaines et de la  coordination et  de l'évaluation des politiques
2. Christine Cabon, maire de Lasseubétat, chargée de la culture et du patrimoine ;
3. Pierre Casabonne, maire d'Arette, chargé de l'environnement, de la transition énergétique et écologique, de la gestion et économie circulaire des déchets, de l'eau potable et de l'assainissement
4. Marie-Lyse Bistué, maire-adjointe d'Oloron Sainte-Marie, chargée de la petite enfance, de l'éducation, du temps périscolaire et extrascolaire et de la restauration scolaire ;
5. Henri Bellegarde, maire de Bedous, chargé de l'économie territoriale pour artisanat, commerce, de l'animation économique et de la revitalisation des centres bourgs
6. Marc Oxibar, maire  d'Ogeu-les-Bains, chargé du développement économique, de l'innovation pour mutations économiques, TPE-PME, des filières d’avenir et de l'attractivité économique ;
7. Jean-Claude Coste, maire  d'Ance-Féas, chargé de l'agriculture, de l'accompagnement de la transition agroécologique et de la sécurité alimentaire ;
8. Lydie Althapé, maire de de Lanne-en-Barétous, chargée du développement touristique ;
9. M. Claude Lacour, maire de de Geüs d'Oloron, chargé de la ruralité, des coopérations territoriales, du transfrontalier et de la veille sur les stratégies ;
10. Brigitte Rossi, maire-adjointe d'Oloron Sainte-Marie, chargée de l'urbanisme, de l'habitat, du foncier, du logement et de l'aménagement du territoire ;
11. Anne Saouter, maire-adjointe Maire d'Oloron Sainte-Marie, cahrgée de l'action sociale, de la santé et de la sécurité sanitaire, du handicap et des  populations nomades ;
12. Patrick Maunas, maire de de Lées-Athas, chargé de la gestion des cours d’eau, de la GEMAPI et des syndicats des Gaves ;
13. Bernard Aurisset, maire de Ledeuix, chargé des services technique, des bâtiments et équipements sportifs à vocation intercommunale, de la sobriété énergétique et du développement du réseau numérique ;
14. Jean Sarasola, maire de Gurmençon, chargé des mobilités durables et des transports ;
15. Laurent Keller, maire de Lasseube, chargé de la communication et de la promotion du territoire.

Le bureau communautaire pour la mandature 2020-2026 est constitué du président, des 15 vice-présidents et de deux conseillers communautaires délégués.

### Liste des présidents
| Période      | Période                       | Identité        | Étiquette | Qualité |
| ------------ | ----------------------------- | --------------- | --------- | --- |
| janvier 2017 | juillet 2020,                 | Daniel Lacrampe | DVD       | Maire-adjoint d'Oloron-Sainte-Marie ( ? → 2020) Président de la CC du Piémont oloronais ( ? → 2016) |
| juillet 2020 | En cours (au 7 décembre 2023) | Bernard Uthurry | PS        | Maire d'Oloron-Sainte-Marie (2008 → 2014 et 2020 → ) Conseiller régional de Nouvelle-Aquitaine (2015 → ) Vice-Président du Conseil régional de Nouvelle-Aquitaine (2016 → 2018) Vice-président de la CC du Piémont Oloronais (2014 → 2016) |

### Compétences
L'intercommunalité exerce les compétences qui lui ont été transférées par les communes membres, dans les conditions déterminées par le code général des collectivités territoriales. En 2024, il s'agit de : 
- Aménagement de l'espace : schéma de cohérence territoriale, plan local d’urbanisme intercommunal (PLUi), carte communale et autres documents d'urbanisme, prestations de service pour Instruction des autorisations d’urbanisme ;  voies vertes structurantes ; projets de développement du territoire (transfrontalier, interscot, ….) ; participation aux activités de l’établissement public foncier local (EPFL) ;
- Développement économique : actions de développement économique ; zones d'activité ; politique locale du commerce et soutien aux activités commerciales d'intérêt communautaire, promotion du tourisme, dont la création d'offices de tourisme ; participation et soutien financier aux organismes menant des actions en faveur de l'emploi (mission locale et plan local pour l'insertion et l'emploi (PLIE) ;
- Aires d'accueil des gens du voyage et des terrains familiaux locatifs ;
- Collecte et traitement des déchets des ménages et déchets assimilés ;
- Gestion des milieux aquatiques et prévention des inondations (GEMAPI) ;
- Protection et mise en valeur de l’environnement, le cas échéant dans le cadre de Schémas Départementaux, et soutien aux actions de maîtrise de la demande d’énergie ;
- Politique du logement et du cadre de vie ;
- Équipements culturels et sportifs d’intérêt communautaire et équipements de l’enseignement pré-élémentaire et élémentaire d’intérêt communautaire ;
- Action sociale d’intérêt communautaire ;
- Maisons de services au public ;
- Aménagement numérique des territoires ;
- Autorité organisatrice de la mobilité
- Équipements touristiques présentant un intérêt structurant pour le territoire et s’intégrant pleinement dans une offre touristique globale et durable, dont les équipements hérités des anciennes communautés de communes (Aire d'accueil touristique de Féas et la Maison de la Vallée à La Pierre Saint-Martin ) ; sentiers inscrits dans le plan local de randonnées (PLR) ; soutien aux associations œuvrant pour le développement de l'offre de loisirs de pleine nature et répondant aux axes stratégiques de la politique touristique, par le biais d'appels à projets ;  projet du spectacle vivant s'inscrivant dans un label ministériel ; réseau intercommunal de lecture publique, en cohérence avec le Schéma Départemental de Lecture Publique ; projet labellisé "Pays d’Art et d’Histoire" ; enseignements artistiques s'inscrivant dans le cadre du schéma départemental des enseignements artistiques ; soutien, sous forme d'appels à projets, aux associations œuvrant dans le champ culturel et s'inscrivant  dans le cadre de la politique culturelle intercommunale ; manifestations culturelles de portée intercommunale (Junte de Roncal, programmation "seconde saison".)
- Restauration collective : participation au  groupement d’intérêt public de restauration collective du Haut-Béarn, avec le Centre Hospitalier d’Oloron pour la fabrication des repas et leur livraison auprès des cuisines satellites.
- assainissement non collectif : service public d’assainissement non collectif (SPANC) ;
- Assistance technique aux communes et à leurs groupements en matière de travaux d’aménagement et d’entretien, de gestion d’espaces publics, de bâtiment, d’eau potable, d’assainissement, de réhabilitation des décharges sauvages…
- Promotion de la vie sociale (études intercommunales des besoins sociaux du territoire, dispositifs "Espaces de Vie Sociale", agréés par la CAF, Ludothèque ;
- participation au groupement d'intérêt public du conseil départemental d'accès aux droits (CDAD) ;
- capture et transfert des animaux errants vers une fourrière ;
- Préparation aux prises de compétences eau potable et assainissement : réalisation d'une étude d'accompagnement préalable au transfert des compétences eau potable et assainissement.

### Régime fiscal et budget
La communauté de communes est un établissement public de coopération intercommunale à fiscalité propre.
Afin de financer l'exercice de ses compétences, l'intercommunalité perçoit la fiscalité professionnelle unique (FPU) – qui a succédé à la taxe professionnelle unique (TPU) – et assure une péréquation de ressources entre les communes résidentielles et celles dotées de zones d'activité.
Elle ne reverse pas de dotation de solidarité communautaire (DSC) à ses communes membres.

## Projets et réalisations
Conformément aux dispositions légales, une communauté de communes a pour objet d'associer des « communes au sein d'un espace de solidarité, en vue de l'élaboration d'un projet commun de développement et d'aménagement de l'espace ».